# سيكو سيكو (فلم)
سيكو سيكو فيلم كوميدي مصري تم صدوره عام 2025، الفيلم من إخراج عمر المهندس، ومن تأليف محمد الدباح، ومن بطولة طه دسوقي، عصام عمر، خالد الصاوي، باسم سمرة، تارا عماد.
عُرض الفيلم ضمن موسم عيد الفطر 1446 هـ. حقق الفيلم في السعودية إيرادات بلغت 14.5 مليون ريال (+192 مليون جنيه مصري). وفي مصر بلغت إيراداته 177,198,316 جنيه مصري. وفي الإمارات 1,075,057 دولار (+53.5 مليون جنيه).

## القصة
بعد أن يرث سليم ويحيى، كمية كبيرة من المخدرات من عمّهما، يقرران تصريفها بطريقة مبتكرة من خلال ابتكار لعبة إلكترونية على الهاتف، لبيعها بمساعدة أصدقائهما.

## روابط خارجية
- سيكو سيكو على موقع IMDb (الإنجليزية)
- سيكو سيكو على موقع قاعدة بيانات الأفلام العربية
- سيكو سيكو على موقع قاعدة بيانات الفيلم (الإنجليزية)
- سيكو سيكو على موقع ليتربوكسد (الإنجليزية)